# Guido Parisch
Guido Parisch o Guido Parish, noto anche con lo pseudonimo di Guido Schamberg (Roma, 1891 – 1968), è stato un attore, sceneggiatore e regista italiano.
Massone, membro del Grande Oriente d'Italia e del Rito scozzese antico ed accettato.

## Filmografia

### Regista
- Atavismo dell'anima (1919)
- Maglia nera (1919)
- Lotte di spirito (1919)
- L'amplesso della morte (1919)
- Salvator (1920)
- Il tarlo distruttore (1920)
- Il romanzo di Nina (1920)
- Amore in fuga, co-regia di Ermanno Geymonat (1921)
- La Madonna della robbia (1921)
- L'immortale (1921)
- La figlia delle onde (1921)
- Il risorto (1921)
- Il mistero del testamento (1921)
- Bufera (1921)
- Ferro di cavallo, co-regia di Dante Cappelli (1922)
- La sposa perduta, core-gia di Achille Consalvi (1922)
- La valle del pianto e del sorriso (1922)
- Im Rausch der Leidenschaft (1923)
- Frauenschicksal (1923)
- Das Spiel der Liebe (1924)

- Guillotine (1925)
- Die Flucht in den Zirkus, co-regia di Mario Bonnard (1926)
- La figlia di nessuno (1927)